# Кязимбеков, Джангир-бек
Джангир-бек Кязимбеков (азерб. Cahangir bəy Kazımbəyov; 3 [15] марта 1885, Елизаветполь, Елизаветпольский уезд, Елизаветпольская губерния, Российская империя — 17 января 1955, Берлин, Западный Берлин, ФРГ) — полковник и военный деятель азербайджанской армии, один из руководителей восстания в Гяндже (1920).
Родился 15 марта 1885 года (на могиле указан 1894 год)[уточнить] в Гяндже. Окончил гимназию в родном городе. В 1902 году поступил на военную службу. Через три года получил первый офицерский чин хорунжего. В 1913 году подпоручик 13-го лейб-гренадерского Эриванского полка Кавказской гренадерской дивизии. Участник Первой мировой войны. Завершил свою военную карьеру в царской армии в 1917 году в звании подполковника. 
28 ноября 1918 года принят в войска АДР и назначен помощником командира вновь формирующегося учебного батальона. Приказом военного министра генерала от артиллерии Мехмандарова от 14 января 1919 года был назначен в распоряжение командира 3-го пехотного Гянджинского полка 1-й пехотной дивизии. Приказом по военному ведомству № 276 от 3 июля был назначен командующим 3-м пехотным Гянджинским полком. 
24 марта 1920 года приказом по военному ведомству № 167 подполковник Джангир-бек Кязимбеков был произведён в полковники с утверждением в должности.
Являлся одним из организаторов Гянджинского восстания, направленного против Советской власти. После того как восставшие установили контроль над городом Кязимбеков был назначен начальником гарнизона Гянджи. После подавления восстания, полковник Казымбеков с небольшим отрядом отступает в Грузию. Оттуда он эмигрирует в Турцию. В 1923 году он переезжает в Польшу и в том же году становится офицером-контрактником Польской армии. Прошел курсы слушателей Вооруженных сил Польши, командовал батальоном и полком.

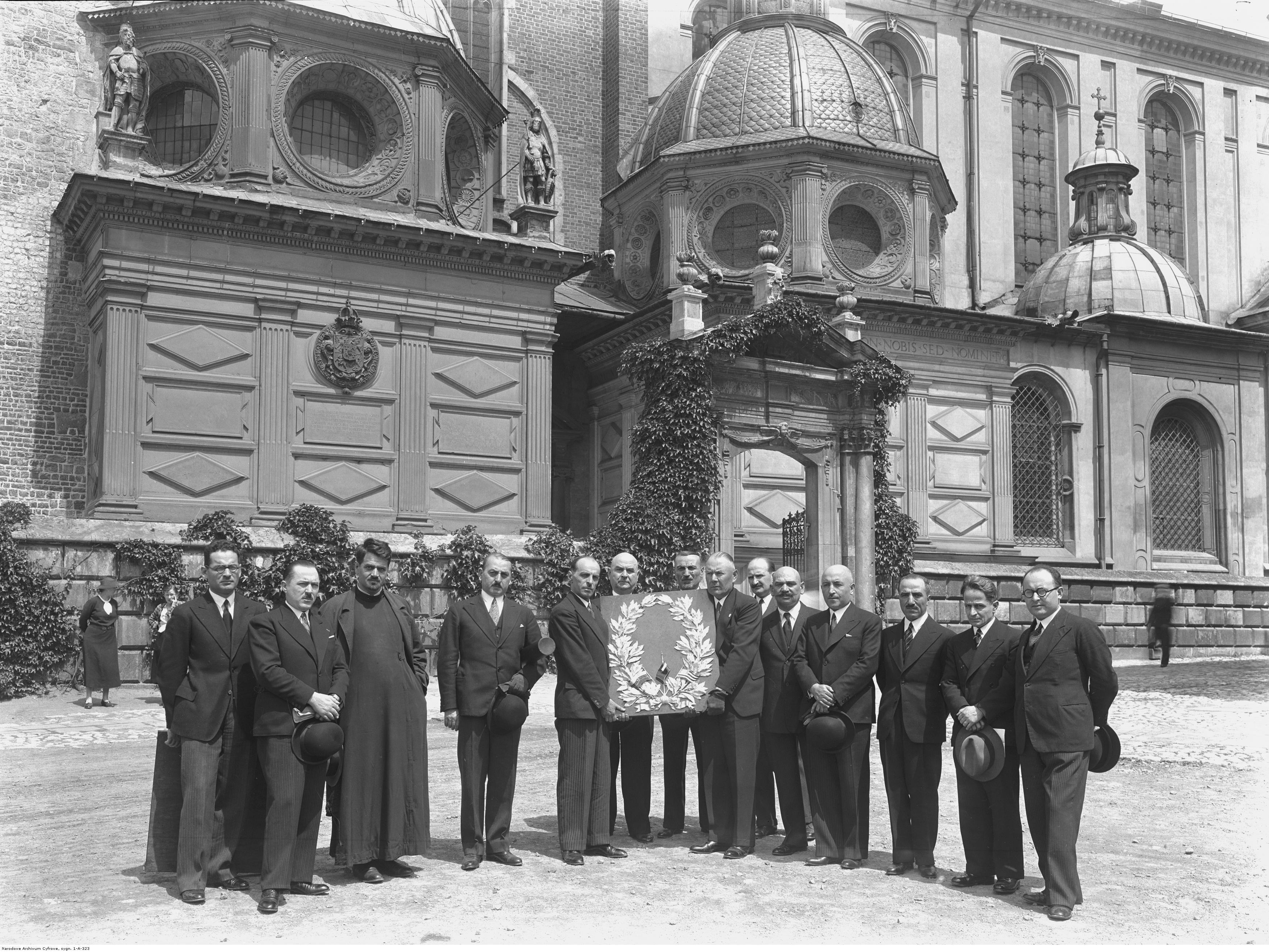
Джангир-бек (4-й слева) среди кавказских делегатов перед возложением венка на гробницу маршала Юзефа Пилсудского в Кракове, 1936 г.

В годы второй мировой войны он стал одним из активных участников азербайджанского эмигрантского движения. Именно ему было доверено открытие Национального съезда азербайджанцев, состоявшегося в 1943 году в Берлине.
После окончания Второй мировой войны он некоторое время жил в Италии, а затем обосновался в Турции. Скончался при неясных обстоятельствах в 1955 году в Берлине. Похоронен там же. Азербайджанская эмигрантская печать подсчитала это дело рук советский разведки.
Был женат на Валии Кязымбейли, трагически погибшей 26 октября 1947 году крушением самолета над Афинами.